# Francis Charles Lawley
François Charles Lawley (24 mai 1825 – 18 septembre 1901) est un journaliste britannique et un homme politique du Parti Libéral.

## Biographie
Il est le fils cadet de Paul Thompson (1er baron Wenlock), et après ses études à Hatfield, il fréquente Rugby School en mai 1837. En 1848, il est diplômé de Balliol College, Oxford avec un baccalauréat spécialisé en Literae Humaniores. Il entre à Inner Temple comme étudiant en 1847, mais n'est pas appelé à la barre, obtenant un BCL. En 1852, il est élu député pour Beverley, et est également devenu Secrétaire parlementaire privé de William Ewart Gladstone pendant son temps comme Chancelier de l'Échiquier la même année.
En juin 1854, il est pressenti pour occuper le poste de Gouverneur d'Australie-Méridionale, mais est rapidement écarté après un scandale politique qui le force à démissionner. Il est connu pour sa passion des courses de chevaux et des jeux de hasard, ce qui a mis à mal sa situation financière. En août 1854, il utilise des informations obtenues dans le cadre de ses fonctions au ministère des Finances pour spéculer dans des Fonds de placement. Il est contraint de démissionner de son poste de député et de sa place de secrétaire de Gladstone. Par manque de chance, ses spéculations ont échoué.
Avec la ruine de sa carrière politique, il déménage aux États-Unis en 1856, pour devenir le correspondant de The Times couvrant la Guerre de Sécession avec l'armée des Confédérés, et il est l'auteur de plusieurs livres, dont Le banc et le Jockey Club et La Vie et l'époque des druides, et contribue à des magazines. En 1865, il retourne à Londres et écrit pour Le Daily Telegraph. Il continue à avoir des problèmes financiers, commençant une procédure de faillite en 1874 et 1881, procédure qui s'est poursuivie contre sa succession après sa mort.